# Mesjid Beureuleung
Mesjid Beureuleung is een bestuurslaag in het regentschap Pidie van de provincie Atjeh, Indonesië. Mesjid Beureuleung telt 282 inwoners (volkstelling 2010).